# 梅博尔
梅博尔（英语：Maybole；苏格兰盖尔语：Am Magh Baoghail[ə maɣ pɯː.al]），是英国苏格兰南艾尔郡的一个城镇，艾尔以南14公里。总人口约4,580（2020年）。该地主要产业为制鞋业与农具制造。

## 姊妹城镇
- 伯勒伊，比利时
- 克罗恩，法国
- 绍滕，德国
- 阿尔科，意大利

## 外部連結
- Maybole Home Page （页面存档备份，存于）
- About Maybole （页面存档备份，存于）
- Its page in the Gazetteer for Scotland （页面存档备份，存于）